# ۲۸ شوال
۲۸ شوال، بیست و هشتمین روز از ماه شوال در تقویم هجری قمری است.
در تقویم هجری قمری قراردادی این روز دویست و نود و چهارمین روز سال است.